# 타다 (플랫폼)
타다(영어: TADA)는 VCNC가 운영하는 대한민국의 운송 서비스이다. 과거 타다 베이직은 렌터카를 이용해 택시의 변형으로 이용되었으나 법적 논란으로 사업이 중단되고, 지금은 택시 운전자들의 가맹을 받아 운영하는 서비스와, 택시기사 또는 렌터카를 이용해 공항 또는 결혼식 이동을 돕는 서비스, 대리운전 서비스를 제공한다.

## 개요
타다는 모빌리티 플랫폼으로 과거 서비스된 타다 베이직은 VCNC의 모회사 쏘카 소유의 차량을 이용했다. 기사를 제공해 사실상 택시와 유사한 렌터카 서비스의 일종으로 운영되는 서비스다. 다음의 창업자이자 쏘카의 이재웅 대표가 커플 앱 비트윈을 서비스하는 스타트업 VCNC를 인수하여 개발, 2018년 10월 8일에 타다 서비스를 모회사 쏘카 소유 차를 빌려서 운영하는 시스템으로 시작하였다. 타다는 2020년 기준 회원수 170만명, 차량 1500대 규모의 국내 모빌리티 서비스다. 하루 이용건 중 다시 탑승하는 사람의 비율은 90%며, 타다 기사의 평균 평점은 4.7/5.0이다.
타다의 모회사 쏘카가 렌터카 기반 차량호출 서비스 타다를 독립시켜 새로운 법인을 만든다. 쏘카는 이사회를 열어 타다 전담의 법인을 설립하기로 결정했다. 신설 법인의 대표는 박재욱 VCNC 대표가 부임한다. 신설법인 타다는 2020년 4월 1일 출범. 법인 분할 후 모회사 쏘카는 차량공유 사업을 계속한다. 법인을 독립한 후 타다 측은 타다 베이직 등 승차공유 서비스를 독자로 운영한다. 서비스지역은 서울·경기 한정이다.

## 타다 베이직 합법 논란
택시업계는 타다 베이직이 불법 콜택시에 해당한다며 고발했고, 검찰은 이재웅 등을 기소해 재판이 시작됐다. 검찰은 타다 서비스가 운전자를 동반해 실질적으로 택시 영업에 해당한다며 면허 없이 불법으로 운송 사업을 하고 있다고 봤다. 또 실질적으로 렌터카가 아니기 때문에 예외적인 운전자 알선 조항도 적용되지 않는다고 주장했다.
2020년 2월 19일 서울중앙지법 형사18단독 박상구 부장판사는 19일 여객자동차 운수사업법 위반 혐의로 기소된 쏘카 대표 이재웅과 VCNC 대표 박재욱, 각 법인 등에 무죄를 선고했다. 같은 날 무죄 판결에 반발해 택시업계는 법원 판결을 규탄하고 국회에 '타다 금지법(여객자동차법 개정안)'을 즉각 의결하라고 요구했다.
2023년 6월 1일 대법원은 무죄를 선고한 원심을 상고 기각 판결로 확정했다.

## 현재 서비스
타다 넥스트, 라이트, 플러스, 프라이빗, 에어, 골프가 운영중이다.